# Paddy Ashdown

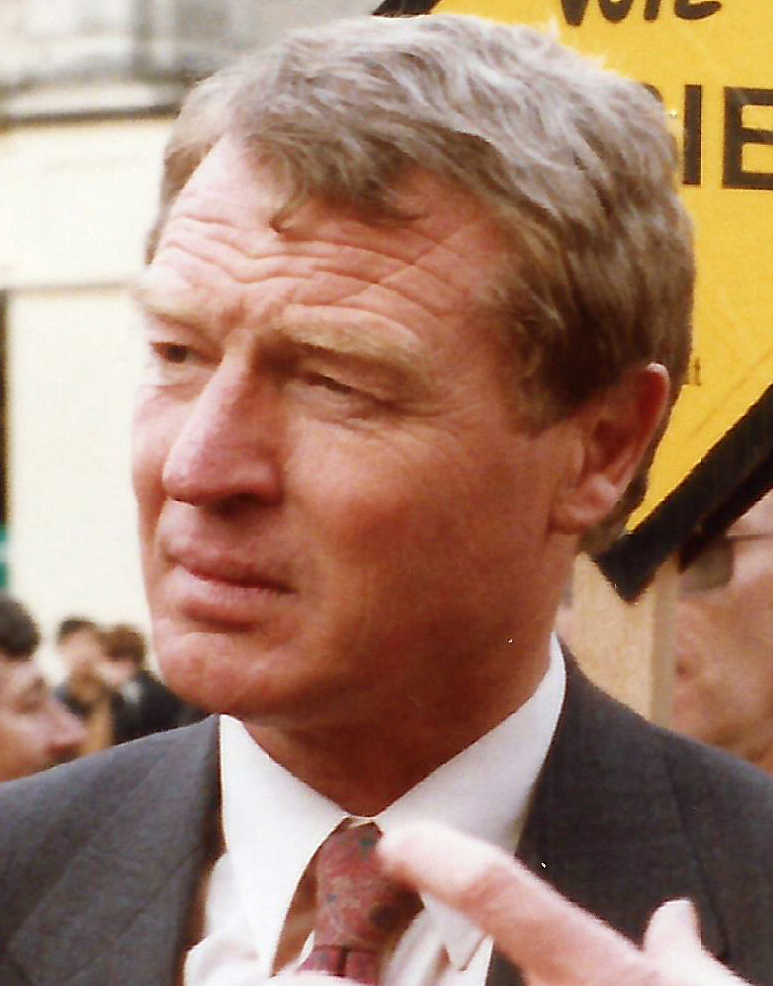
Paddy Ashdown in 1992

Jeremy John Durham Ashdown, Baron Ashdown of Norton-sub-Hamdon (New Delhi, 27 februari 1941 – 22 december 2018), beter bekend als Paddy Ashdown, was een Brits politicus en later diplomaat, die van 1988 tot 1999 de Liberal Democrats leidde. Hij was voor zijn verdienste een life peer van het Hogerhuis.
Paddy Ashdown werd geboren in India, waar zijn vader legerofficier was. Hij groeide op in Noord-Ierland. Van 1959 tot 1972 diende hij bij de Royal Marines als officier van de Special Boat Service. Hierna vervolgde hij zijn carrière bij the "Foreign Service", hij werkte in de industrie en is jeugdwerker geweest.

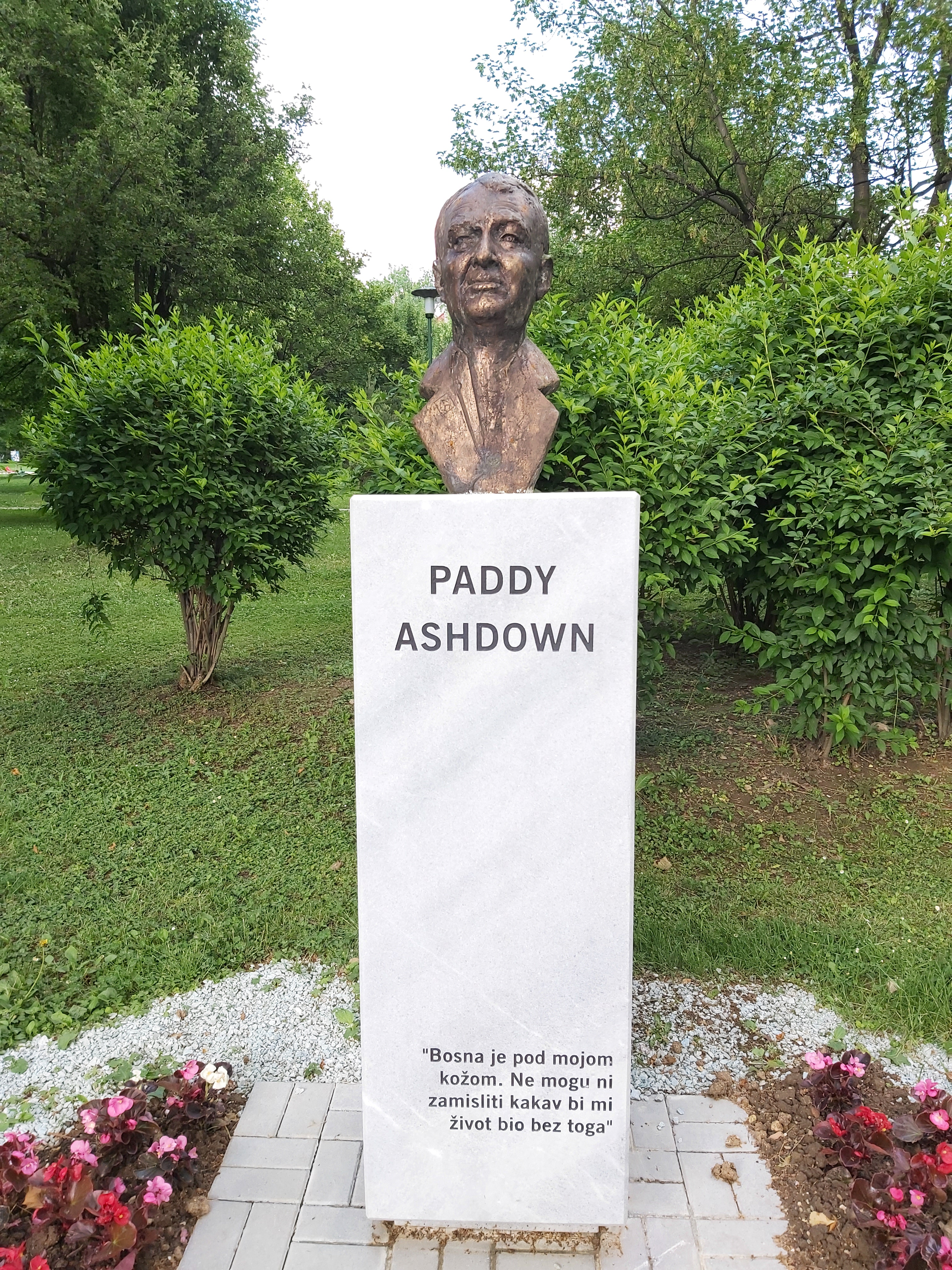
Paddy Ashdown, Sarajevo

## Politieke carrière
In 1983 werd hij gekozen als lid van het Britse Lagerhuis voor het kiesdistrict Yeovil voor de Liberal Party. In het Lagerhuis werd hij de woordvoorder voor de SDP-Liberal Alliance voor Handel en Industrie. Nadat de Liberal Party fuseerde met de Social Democratic Party en de Liberal Democrats had gevormd, werd hij de leider van de nieuwe partij. Hij leidde deze bij twee verkiezingen: die van 1992 en 1997.
Als leider van de Liberal Democrats was hij een belangrijke factor in de samenwerking met de "New" Labour Party. Samen met Tony Blair werkte hij aan een coalitieregering. Na de overwinning van Labour in 1997 werd een gezamenlijke commissie opgericht die hervormingen van het kiesstelsel moest uitwerken. Het plan om tot een coalitieregering te komen werd getorpedeerd door prominente Labour-ministers.
In 1999 legde hij het leiderschap van de Liberal Democrats neer. Hij werd geridderd en nadat hij het Lagerhuis had verlaten, werd hij tot life peer van het Hogerhuis verheven.

## Bosnië en Herzegovina
Van 2002 tot 2006 was hij hoge vertegenwoordiger voor Bosnië en Herzegovina, een rol die gecreëerd was in de Dayton-akkoorden, als opvolger van Wolfgang Petritsch. Paddy Ashdown stond bekend als een voorvechter van ingrijpen in Bosnië en Herzegovina ten tijde van de burgeroorlog die daar woedde.